# Nora Marks Dauenhauer
Nora Marks Dauenhauer és el nom amb què és coneguda Keixwenei (Syracuse, Nova York, 1927 - 25 de setembre de 2017) va ser una escriptora tlingit graduada a la Universitat metodista d'Alaska el 1976, i que ha fet un fort treball de recerca sobre la llengua tlingit. També és cap de la societat de cistellers Shax'saanikee. Ha escrit Haa tuwunaagu yis, for healing our spirit : Tlingit oratory (1990), Haa shuka, our ancestors speak (1987), Haa Kusteeyi, Our Culture (1994), The droning shaman (1988), Beginning Tlingit (1976)Life woven with song (2000) i Russians in Tlingit America (2008), totes sobre els costums del seu poble.